# Ashes of Vengeance
Ashes of Vengeance is een Amerikaanse dramafilm uit 1923 onder regie van Frank Lloyd. Destijds werd de film in Nederland uitgebracht onder de titel De bloedbruiloft.

## Verhaal
De Franse koningin-moeder Catharina de' Medici overtuigt haar zoon Karel IX ervan om de hugenoten te vervolgen. De graaf de la Roche redt het leven van zijn vijand Rupert de Vrieac door hem als knecht in dienst te nemen in zijn kasteel.

## Rolverdeling
| Acteur             | Personage            |
| ------------------ | -------------------- |
| Norma Talmadge     | Yolande de Breux     |
| Conway Tearle      | Rupert de Vrieac     |
| Wallace Beery      | Hertog van Tours     |
| Josephine Crowell  | Catharina de' Medici |
| Betty Francisco    | Margot de Vancoire   |
| Claire McDowell    | Tante van Margot     |
| Courtenay Foote    | Graaf de la Roche    |
| James Cooley       | Paul                 |
| George Beranger    | Karel IX             |
| Boyd Irwin         | Hertog van Guise     |
| Winter Hall        | Bisschop             |
| William Clifford   | André                |
| Murdock MacQuarrie | Carlotte             |
| Carmen Phillips    | Marie                |
| Hector V. Sarno    | Gallon               |
| Frank Leigh        | Lupi                 |
| Earl Schenck       | Blais                |
| Mary McAllister    | Denise               |
| Lucy Beaumont      | Charlotte            |
| Forrest Robinson   | Pastoor Paul         |
| Kenneth Gibson     | Philippe             |
| Rush Hughes        | Soldaat              |
| Howard Truesdale   | Burggraaf van Briège |
| Jeanne Carpenter   | Anne                 |